# Metridium exilis
Metridium exilis är en havsanemonart som beskrevs av Hand 1956. Metridium exilis ingår i släktet Metridium och familjen Metridiidae. Inga underarter finns listade i Catalogue of Life.